# Col du Feu
Le col du Feu est un col dans les Alpes françaises situé dans le massif du Chablais, sur la commune de Lullin.

## Géographie
Traversé par la RD 36 et des voies communales, le col se trouve dans un périmètre habité à 1 120 m d'altitude.

## Activités

### Sports d'hiver
Le col accueille un stade de neige équipé d'un téléski.

### Cyclisme
Le col est pour la première fois au programme lors de la 14e étape du Tour de France 2023, classé en 1re catégorie. C'est le coureur italien Giulio Ciccone qui le franchit en tête.

### Randonnée
Le sentier de grande randonnée Balcon du Léman y passe.